# Bert Van Kerkhoven
Albertus "Bert" Van Kerkhoven (Antwerpen, 4 maart 1906 - aldaar, 13 maart 1984) was een Vlaams journalist, radiopionier en theaterman. 
Van Kerkhoven studeerde aan de Arbeidershogeschool en werd vervolgens journalist bij het jonge Nationaal Instituut voor de Radio-omroep. Hij behandelt een breed scala van onderwerpen maar volgt ook decennialang de evolutie in de Vlaamse theaterwereld waarover hij regelmatig op de radio, en als dagbladschrijver in een aantal kranten, bericht. Tijdens de Tweede Wereldoorlog onderbrak Van Kerkhoven zijn werk voor het NIR en werd hij actief in het verzet, onder meer met de publicatie van het sluipblad "De Werker" waaraan ook Ward Cassiers, Jos Van Eynde, Louis Major en Ward Coens meewerkten. Na de oorlog hernam hij zijn journalistenloopbaan aan het NIR. Later werd hij daar directeur van de nieuwsdienst, de "Gesproken Uitzendingen". Als directeur is hij nauw betrokken met de voorbereidingen van de activiteiten van de omroep tijdens de wereldtentoonstelling Expo 58, die voor de populariteit van de nieuwsuitzendingen, en de impact van de dienst een belangrijke doorbraak betekenen. Hij behoudt zijn directiepost, ook na de omvorming tot de Belgische Radio en Televisie. Dat belet hem niet tegelijkertijd politiek actief te zijn en te zetelen als gemeenteraadslid in Antwerpen voor de Belgische Socialistische Partij. Evenmin deed zijn beleidsfunctie afbraak aan zijn liefde voor het toneel. Zo zetelde hij van 1962 tot 1963 nog als directeur van de BRT in het bestuur van het Belgisch Centrum voor Toneel.
Van 1963 tot 1969 werd Van Kerkhoven directeur van de Koninklijke Nederlandse Schouwburg waar hij in die periode actief en succesvol de kwaliteit van de voorstellingen verhoogde wat  hem nauwer aan het hart lag dan elk seizoen een groot aantal toneelstukken in het programma op te nemen. Elk stuk speelde ook minstens drie in plaats van het eerder gebruikelijke twee weken. Vernieuwing bracht hij ook door acteurs die eerder hun sporen hadden verdiend in kleine en progressieve kamertheatergezelschappen rollen aan te bieden in de KNS, wat toch een groot repertoiregezelschap was. Hij gaf schrijfopdrachten voor nieuwe stukken aan Vlaamse auteurs, en zette acties op om een nieuw, ruimer publiek met de KNS theaterproducties te laten kennismaken. Sommige van zijn artistieke keuzes botsten met meningen van de goegemeente en leiden tot controverse. Zo was er in maart 1968 de opvoering van Man is man naar Bertold Brecht in bewerking en regie van Walter Tillemans. Tillemans had het anti-oorlogsverhaal van Brecht vertaald en de enscenering in het koloniale India geactualiseerd naar het slagveld van Vietnam.
Van Kerkhoven nam enige tijd ook het voorzitterschap op van de VVTD, de Vlaamse Vereniging van Theaterdirecteurs. In 1969 nam hij zelf de beslissing af te treden bij de KNS. In zijn laatste maanden ontstaat nog een conflict wanneer Van Kerkhoven beslist de geplande uitvoering van het stuk van "Tijl 2" van Hugo Claus in regie van Walter Tillemans te schrappen. Van Kerkhoven ziet artistieke problemen, hem wordt verweten de te verwachten polemiek te willen vermijden. Het leidt tot een furieuze ruzie met Claus, Tillemans en hoofdrolspeler Charles Cornette.
Ook in 1969 was hij medestichter (samen met o.m. Pol Arias, Tone Brulin, Richard Declerck, Alfons Goris, Jozef Van Hoeck, Hugues C. Pernath, Lucienne Stassaert, Walter Tillemans, Toon Brouwers, Jaak Van Schoor, Emiel Willekens e.a.) van het Centrum voor Nederlandse Dramaturgie vzw te Antwerpen, ter bevordering van de Nederlandstalige toneelschrijfkunst. Maar het grootste deel van zijn tijd ondersteunt hij na 1969 zijn partner en balletpionier Jeanne Brabants die in die periode volop actief is in de oprichtingsfase van het Ballet van Vlaanderen. In zijn laatste levensjaren neemt hij nog enige tijd het voorzitterschap op van de door Karel Poma geïnstalleerde Raad van Advies voor Toneel (RAT).
Van Kerkhoven was een eerste maal gehuwd van 1933 tot 1944, zonder kinderen, en sinds 1941 tot zijn overlijden een tweede maal gehuwd met Jeanne Brabants. Een van hun drie kinderen, dochter Marianne Van Kerkhoven was ook actief in de theaterwereld en was de huisdramaturg van het Brusselse Kaaitheater.
Bert Van Kerkhoven werd na zijn overlijden gecremeerd. De urne met zijn asse ligt samen met de urne met de asse van zijn echtgenote op de Antwerpse begraafplaats Schoonselhof.